# Wallace Carothers
Wallace Hume Carothers (Burlington, 27 aprile 1896 – Wilmington, 29 aprile 1937) è stato un chimico statunitense che nel 28 febbraio del 1935 inventò il nylon, la resina sintetica che dal dopoguerra ha avuto enorme diffusione e molteplici impieghi, in particolare sotto forma di fibra tessile.

## Biografia
Gli studi e gli esperimenti di Carothers aprirono la strada all'invenzione, da parte di altri chimici, di nuove resine e fibre sintetiche oggi molto in uso come l'orlon ed il terilene o dacron.
Carothers, inoltre, contribuì, con il collega statunitense Arnold Collins ed il belga-americano Julius Arthur Nieuwland (1878-1936), famoso per le sue scoperte nella chimica dell'acetilene, alla realizzazione della prima gomma sintetica, il neoprene (1930).
Figlio di un maestro di scuola, Carothers studiò all'Università dell'Illinois dove nel 1924 si laureò in filosofia e nel 1928 in chimica. Fu subito assunto dalla ditta Du Pont de Nemours (uno dei giganti della chimica negli Stati Uniti e nel mondo) come direttore di un reparto di ricerche di chimica organica a Wilmington, nel Delaware. Qui Carothers svolse tutto il suo lavoro di pioniere nel campo delle resine sintetiche.
Ebbe successo e fama, ma fu infelice nella vita privata. Si uccise in uno dei tanti momenti di depressione: portava sempre con sé una capsula contenente del cianuro di potassio e ne disciolse il contenuto in succo di limone, per accelerarne l'effetto. L'8 gennaio del 1937 la sorella Isobel morì di polmonite. Questo evento lo segnò profondamente. Non fu ritrovato nessun messaggio o lettera.